# Elwha
L'Elwha (en anglais : Elwha River) est un cours d'eau d'environ  72 km de long (bassin hydrographique de 824 km2) situé sur la péninsule Olympique dans l'État de Washington au nord-ouest des États-Unis. Le cours d'eau prend sa source dans le massif montagneux des montagnes Olympiques dans le parc national Olympique avant de s'écouler vers le nord où il termine sa course dans le détroit de Juan de Fuca,.
Le cours d'eau est un des rares cours d'eau de la région qui accueillent les cinq espèces connues de saumons du Pacifique ainsi que quatre autres espèces de truites anadromes. Deux barrages ont été construits en 1911 sur son cours inférieur, ce qui a empêché les poissons de remonter le courant. Alors qu'avant la construction plus de 400 000 saumons empruntaient la rivière pour y pondre, il n'en restait plus que 4 000 en 2011. À la suite de la mobilisation des autochtones Klallams, les barrages ont été détruits en 2014. Depuis, des projets sont conduits pour renaturaliser le site.

## Tracé
Le cours d'eau prend sa source à Elwha snowfinger près du mont Barnes dans le comté de Jefferson. Il se dirige ensuite vers le sud-est avant de prendre la direction du nord. Les autres montagnes importantes à proximité sont le mont Christie, le mont Carrie, le mont Meany et le mont Seattle.
Après avoir été rejoint par les ruisseaux Delabarre Creek et Godkin Creek, il continue sa course vers le nord. La rivière Hayes le rejoint dans la vallée Press Valley tout comme la rivière Lost. Le cours d’eau entre ensuite dans le comté de Clallam.
Il entre ensuite dans le Grand Canyon de l'Elwha. Il est surmonté ensuite par le pont Dodger point bridge. Après Krause Bottom, il entre dans le canyon Rica au niveau de Goblin's Gate. Il se jette dans le lac Mills, le lac de retenue du barrage Glines Canyon (64 m). Il longe ensuite la route Olympic Hot Springs Road avant de quitter le parc national et de se jeter dans le lac Aldwell, le lac de retenue du barrage Elwha (33 m).
Le cours d’eau traverse ensuite sur quelques kilomètres la réserve amérindienne de la tribu Elwha (Lower Elwha Indian Reservation) et se jette enfin dans le détroit de Juan de Fuca juste à l'ouest de la cité de Port Angeles.

## Barrages

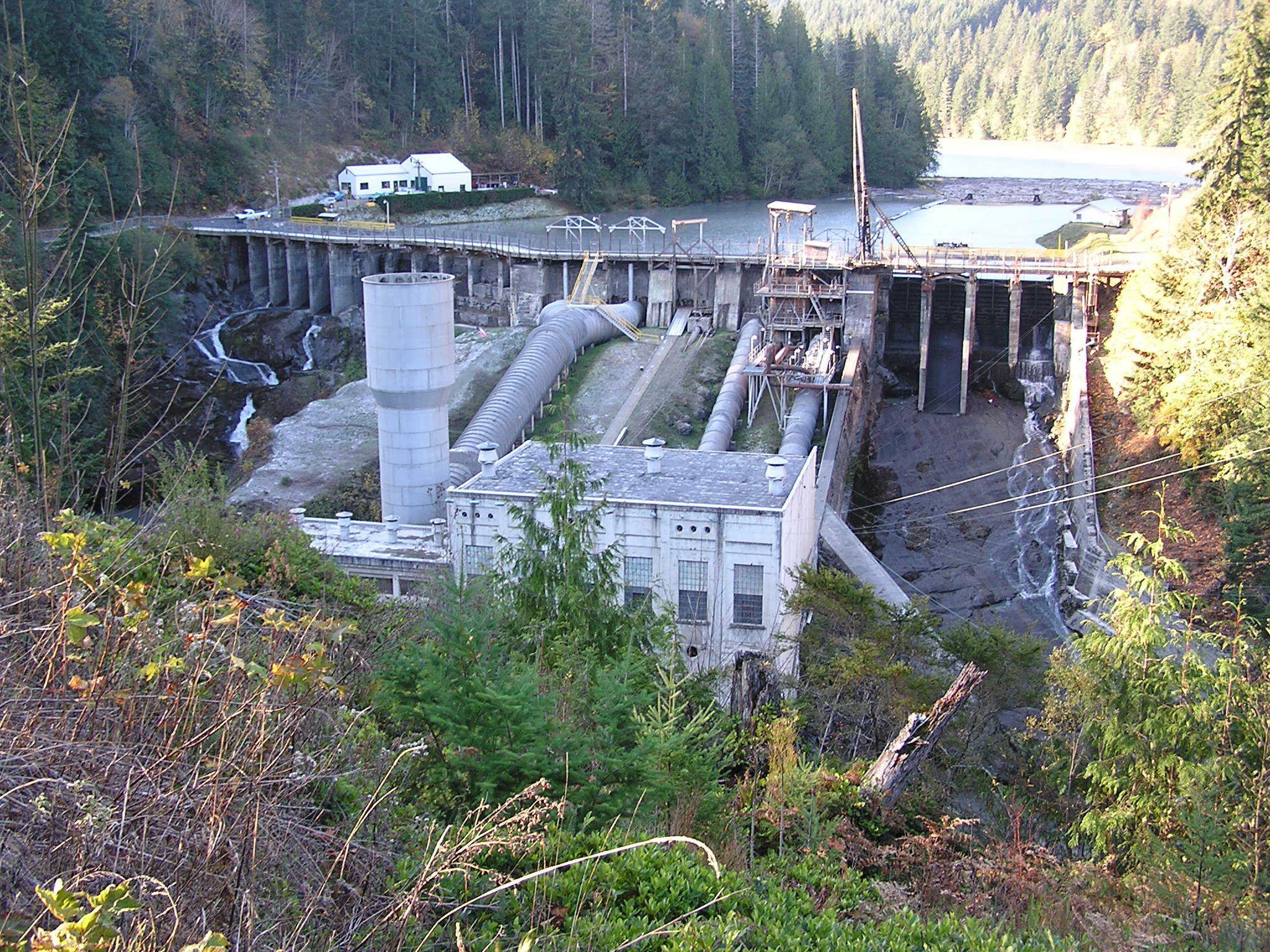
Barrage Elwha Dam et lac Aldwell. La centrale hydroélectrique au centre.

Le cours d'eau a été le site d'un grand projet visant le démantèlement des barrages. Le projet Elwha Ecosystem Restoration fût un projet mené par le National Park Service. Il a eu pour but de restaurer l'écosystème du cours d’eau en permettant aux poissons anodromes de remonter entièrement le cours d'eau. Le démantèlement débuta en 2012. Des unités de traitement des eaux usées ont été également construites près de la cité de Port Angeles. Les travaux durèrent deux ans et demi pour ne pas modifier trop rapidement la clarté des eaux ce qui aurait été néfaste pour les poissons vivant plus bas que les barrages. Les zones antérieurement inondées sous les lacs ont été reboisées pour limiter au maximum l'érosion. Les scientifiques espèrent que le nombre de saumons atteindra 300 000 adultes par an d'ici 15 à 20 ans.

### Référence
- (en) Cet article est partiellement ou en totalité issu de l’article de Wikipédia en anglais intitulé « Elwha River » (voir la liste des auteurs).

1. ↑  (en) Hoko, Elwha, and Dungeness River Basins, Water Resource Data, Washington, 2005, USGS.
2. ↑  (en) « Plan stratégique du parc Olympique, chapitre 3, page 103 », National Park Service, 2006 (consulté le 1er mars 2010).
3. ↑  Informations sur le tracé: (en) Washington Road & Recreation Atlas, Benchmark Maps, 2000